# 五十嵐良雄 (精神科医)
五十嵐 良雄（いがらし よしお、1949年 - ）は、日本の精神科、心療内科の医師。医学博士（埼玉医科大学）。メディカルケア虎ノ門院長。うつ病リワーク研究会の代表世話人。うつ病患者の復職支援の専門家して知られる。

## 経歴
東京都生まれ。1976年3月、北海道大学医学部医学科にて精神科を専攻。北大医学部卒業後、埼玉医科大学精神科学教室助手に就任。その後、イタリア・ミラノ大学、オランダ・ユトレヒト大学へ留学。帰国後は秩父中央病院理事長・院長を経験し、2003年にメディカルケア虎ノ門を開設した。日本うつ病学会評議員、日本精神科救急学会理事、日本外来臨床精神医学会常務理事も務める。
自閉症スペクトラム（ASD）、注意欠陥・多動性障害（ADHD）、アスペルガー症候群など、発達障害を児童、子供以外にも、大人の発達障害が隠れていることを実証し、主に、社会にもうすでに出て、社会生活に困難を伴う患者、会社にうまく人間関係、仕事内容などうまく適応できない大人の発達障害者の復職支援プログラム、スクールを運営している。独立行政法人「高齢・障害・求職者雇用支援機構」の障害者職業総合センター職業センターの精神障害者職場再適応支援プログラムの作成にも中心的役割を果たしている。五十嵐が代表を務めるうつ病リワーク研究会には、2014年現在で日本全国140カ所の医療機関が登録されている。

## リワークプログラムについて
うつ病診療における「リワークプログラム」とは、投薬や休職によってうつ病の症状が改善した時に、そのまま元の職場に戻すんではなく、復職に向けて段階的に職場での適応能力を確認してから復職させる取り組みである。復職したものの、うつ病症状の再燃によって休職してしまう確率を減らすことが出来る。
メディカルケア虎ノ門で開催されているリワークプログラムには30-40代の休職中のうつ病患者が約60人通院しており、2011年末までに約600人が同プログラムを利用した。五十嵐がメディカルケア虎ノ門を開設してからうつ病患者の再休職率の高さに悩み、NTT東日本関東病院での集団作業療法を見学したときに思いついたとされる。メディカルケア虎ノ門があるテナントビルを借り増ししてスペースを確保して始めた。
メディカルケア虎ノ門のリワークプログラムは週2回の通勤訓練から開始され、患者は午前8時半に「出勤」し、軽い運動や卓球などを行って集団生活に適応するリハビリを行う。うつ病に対する医学的知識を得たり、休職に至る理由を自分で文章化するなどの精神面での啓発も行われる。午後3時に「退社」する。
週4回「出勤」できるようになると、疑似職場での仮想のプロジェクト、事務業務に挑戦してもらう。以前の職場と類似した業務内容も試される。グループごとに分かれて5週間かけて検討されたものがプレゼンテーションとして発表されるが、プレゼン会場では精神保健福祉士らの専門スタッフが対象者が興奮しすぎていないか、他の参加者と意思疎通が取れているか等を確認する。認知行動療法も並行して実施される。
パソコンによる資料作成などの作業療法の他に、体調が悪いときの周囲への伝え方などについても学ぶ。
五十嵐は、週1回の通院では患者が復職できるかどうかは判断できない、リワーク施設は、その鑑別をする場にもなると述べている。この仕組みにより診察時間の短縮に成功した。日立製作所でも導入され、うつ病職員が復職後に再び休職してしまう割合が1/3になったとされる。保険診療。このような医療機関による復職支援プログラムは2012年現在日本全国で86カ所で実施されているが、五十嵐はうつ病患者の総数に対して全く受け皿として対応施設数が足りないのと、多数の専門職が必要な割に診療報酬が低く設定されているというコスト面の問題を指摘している。

## 著書
- 「はたらく」を支える! 職場×発達障害 単行本 – 2017/5/17 ISBN 978-4525181611
- うつ病・躁うつ病で「休職」「復職」した人の気持ちがわかる本 (こころライブラリーイラスト版)2014/10/16  ISBN 978-4062789721
- 発達障害の人が長く働き続けるためにできること (健康ライブラリー) 単行本（ソフトカバー） – 2014/11/27 ISBN 978-4062789738
- ササッとわかる「うつ病」の職場復帰への治療 (図解 大安心シリーズ) 単行本 – 2009/5/28 ISBN 978-4062847230

など

## 論文
- 新入社員の抑うつ状態 (特集 「五月病」を考える)　精神科 18(4), 436-440, 2011-04　科学評論社
- 発達障害者の就労をめぐる諸問題 : 昭和大学附属烏山病院での成人発達障害を対象とした専門外来とデイケア・プログラムにおける取り組みを中心に (特集 高機能発達障害の職場における課題と精神科医療の取り組み)　加藤 進昌 , 五十嵐 良雄　精神神経学雑誌 117(3), 195-198, 2015

など

## 出演
いま増えている！？ “大人の発達障害 ”  2017.06.28  ＮＨＫ総合    NHKニュース おはよう日本  報道／ニュース／ニュース